# Ляньцзян (Чжаньцзян)
Ляньцзя́н (кит. упр. 廉江, пиньинь Liánjiāng) — городской уезд городского округа Чжаньцзян провинции Гуандун (КНР).

## История
Во времена империи Тан в 622 году из уезда Шилун (石龙县) был выделен уезд Шичэн (石城县). В 742 году он был переименован в Ляньцзян (濂江县). Во времена империи Сун в 972 году уезд Ляньцзян был расформирован.
В 1167 году был вновь создан уезд Шичэн. В 1914 году он был переименован в Ляньцзян (廉江县).
После того, как эти земли вошли в состав КНР, был образован Специальный район Наньлу (南路专区), и уезд вошёл в его состав. В августе 1950 года Специальный район Наньлу был переименован в Специальный район Гаолэй (高雷专区).
В 1952 году административное деление провинции Гуандун было изменено: были расформированы специальные районы, и уезд вошёл в состав Административного района Юэси (粤西行政区). В 1955 году было принято решение об упразднении административных районов, и в 1956 году уезд вошёл в состав Специального района Чжаньцзян (湛江专区).
В январе 1959 года уезды Ляньцзян, Суйси и Хайкан были объединены в уезд Лэйбэй (雷北县). В ноябре 1960 года уезд Лэйбэй был переименован в Лэйчжоу. В марте 1961 года решение о создании уезда Лэйбэй/Лэйчжоу было отменено, и три уезда были восстановлены в прежних границах.
В 1970 году Специальный район Чжаньцзян был переименован в Округ Чжаньцзян (湛江地区).
В сентябре 1983 года город Чжаньцзян и округ Чжаньцзян были объединены в городской округ Чжаньцзян.
10 декабря 1993 года уезд Ляньцзян был преобразован в городской уезд.

## Административное деление
Городской уезд делится на 3 уличных комитета и 18 посёлков.